# Слобідка (станція)
Слобі́дка — вузлова проміжна залізнична станція Одеської дирекції Одеської залізниці.
Розташована в смт Слобідка Подільського району Одеської області на перетині трьох ліній Климентове — Слобідка, Рудниця — Слобідка та Слобідка — Побережжя.
На станції діє пункт контролю на кордоні з Молдовою Слобідка — Ковбасна.
Рік відкриття станції — 1876. Сучасний вокзал станції побудовано 1954 року за проєтом архітектора Геннадія Гранаткіна.

## Сполучення
Зупиняються потяги до Одеси, Дніпра, Запоріжжя, Львова, Ковеля, Вінниці, Рівного тощо. Частина поїздів проїжджає без зупинки.
Приміські перевезення представлені (станом на червень 2024 р.) 4 парами електропоїздів Одеса-Вапнярка та 1 парою приміського поїзда з плацкартних вагонів сполученням Подільськ — Слобідка.